# 722 Frieda
722 Frieda eller 1911 NA är en asteroid i huvudbältet, som upptäcktes den 18 oktober 1911 av den österrikiske astronomen Johann Palisa. Den är uppkallad efter den österrikiske astronomen Karl Hillebrand's dotter Frieda Hillebrand.
Asteroiden har en diameter på ungefär 8 kilometer.